# Phytoseius kaapre
Phytoseius kaapre är en spindeldjursart som beskrevs av Demite, Lofego och Fabiola Feres 2008. Phytoseius kaapre ingår i släktet Phytoseius och familjen Phytoseiidae. Inga underarter finns listade i Catalogue of Life.